# قرة قية (سراب)
قرة قية هي قرية في مقاطعة سراب، إيران. عدد سكان هذه القرية هو 15 في سنة 2006.